# Honda NSR250
Honda NSR250 – motocykl sportowy klasy 250 cm³ firmy Honda, serii motocyklów NSR, zaprojektowany przez Honda Racing Corporation, która jest częścią firmy Honda. Na tym motocyklu w klasie 250 cm³ Motocyklowych Mistrzostwach Świata zdobyto osiem tytułów mistrza świata: Freddie Spencer (1985), Anton Mang (1987), Sito Pons (1988, 1989), Luca Cadalora (1991, 1992), Max Biaggi (1997) i Daijirō Katō (2001).

## MC16
W 1987 roku wprowadzono nowy motocykl. Zastosowano w nim nowy dwucylindrowy widlasty silnik dwusuwowy chłodzony cieczą. W porównaniu z poprzednim modelem silnika, umieszczono zawory membranowe w komorach korbowych silnika oraz zastosowano nowe rozwiązanie zaworu wydechowego RC-Valve. Zastosowano kasetową skrzynię biegów smarowaną osobną pompą oleju. Cylindry pokryto warstwą "Nicasil". Zastosowano stylizację nadwozia mocno nawiązującą do wyścigowych motocykli Hondy klasy GP.

## MC18
W 1988 roku dokonano znacznej przebudowy motocykla. Zastosowano nową ramę, koła, zawieszenia i hamulce. Wprowadzono układ PGM sterujący zapłonem i gaźnikami w zależności od obciążenia. Zastosowano większe gaźniki. Zmodyfikowano cylindry i zwiększono stopień sprężania. Zmieniono także stylizację nadwozia. Wprowadzono także wersję SP, różniącą się zastosowaniem innych felg i malowaniem wyścigowym "Rothmans Honda".
W 1989 roku dokonano liftingu motocykla. Końcówki wydechu podniesiono blisko siedzenia pasażera i połączono z układem wydechowym za pomocą rur ze stali nierdzewnej. Wprowadzono zmodyfikowany układ PGM-II, poprawiając pracę silnika w szerokim zakresie obciążeń. Zacisk hamulcowy tylnego hamulca połączono drążkiem reakcyjnym z ramą. W wersji SP zastosowano inne felgi, wprowadzono regulowane przednie i tylne zawieszenie oraz zastosowano suche wielotarczowe sprzęgło.

## MC21
W 1990 roku wprowadzono nową wersję motocykla. Zastosowano nowy wygięty wahacz tylny oraz zmieniono rozmiar felg. Wprowadzono zmodyfikowany układ PGM-III. W wersji SP zastosowano inne felgi, regulowane zawieszenia, suche sprzęgło, zmienione przełożenia skrzyni biegów oraz poprawiono mechanizm zmiany biegów. Wprowadzono także wersję SE (Special Edition), różniącą się od wersji SP zastosowaniem standardowych felg.

## MC28
W 1994 roku wprowadzono nową wersję motocykla. Zmieniono stylizację nadwozia. Zastosowano jednoramienny tylny wahacz Pro-Arm na wzór użytego wcześniej w VFR 750R. Wprowadzono układ zapłonowy PGM-IV. Moc silnika zmniejszono do 40 KM.
W 1996 roku zakończono produkcję wersji R na rzecz wersji SP oraz SE.